# 2020年夏季奧林匹克運動會桌球比賽
2020年夏季奧林匹克運動會桌球比賽，是因2019冠狀病毒病疫情而延期至2021年舉行的第32屆夏季奧林匹克運動會的其中一個比賽項目，於2021年7月24日至8月6日在東京體育館進行。亦因疫情影响，本届奥运会乒乓球比赛增加了“禁止摸桌及吹球”的新规则。此次比賽共設5個小項，包括男子單打、女子單打、男子團體、女子團體以及該屆奧運新設立的混合雙打。
乒乓球强队中国此次共获得四枚金牌，这是该国17年来首次未能在单届奥运会上包揽乒乓球所有小项的金牌，该国在新设立的混合双打小项决赛中失手不敌日本队，尽管如此，中国仍然得以连续四届奥运包揽另外四个既有小项的所有金牌。日本队则历史上首次获得奥运乒乓球金牌，成为第四个获得至少一枚奥运乒乓球金牌的代表队。

## 比賽項目
2017年6月，国际奥委会公布了该届奥运各大项的具体设项调整，其中乒乓球项目新增混合双打小项。在设项调整正式公布前，国际奥委会主席托马斯·巴赫曾在出席2017年世界乒乓球锦标赛期间表示，混双项目的设立对于乒乓球运动，尤其是女子乒乓球的发展有利。
以下是乒乓球项目的具体设项：
- 单打：男子、女子
- 双打：混合
- 团体：男子、女子

## 参赛资格
每个国家/地区奥委会最多可派出3名男选手和3名女选手参加乒乓球项目（不含替补）。入选代表团的运动员必须符合奥林匹克宪章以及国际乒乓球联合会的相关规定。

### 单打及团体
每个国家/地区奥委会在每性别上最多可获得的团体席位为一个，获得团体席位的国家/地区奥委会可直接在对应性别上获得两个单打席位，每个国家/地区奥委会在每个单打小项上最多拥有两个席位。在所属国家/地区奥委会拥有对应性别团体席位的情况下，参加单打项目的选手必须同时参加团体项目。
| 資格賽                                                                   | 出線資格                     | 出線名額                          | 男子 | 男子                                                                                 | 女子 | 女子                                                                                        | 備註 |
| 資格賽                                                                   | 出線資格                     | 出線名額                          | 单打 | 团体                                                                                 | 单打 | 团体                                                                                        | 備註 |
| ------------------------------------------------------------------------ | ---------------------------- | --------------------------------- | --- | ------------------------------------------------------------------------------------ | --- | ------------------------------------------------------------------------------------------- | --- |
| 主辦國 · 2013年9月7日 · 阿根廷布宜諾斯艾利斯                             | 不適用                       | 3個男子參賽名額 3個女子參賽名額   | 日本（2） | 日本                                                                                 | 日本（2） | 日本                                                                                        | 空出的主办国席位将会依据对应项目的奥运排名递补。 |
| 2019年歐洲運動會 · 2019年6月21日至30日 · 白俄羅斯明斯克                  | 单打前3名 团体首名           | 4個男子參賽名額 5個女子參賽名額   | 德国（2） · 丹麦 | 德国                                                                                 | 德国（2） · 葡萄牙 · 卢森堡 | 德国                                                                                        | 单打项目中，只有获得前3名的选手方可为所属国家/地区奥委会争取席位。 空出的欧洲运动会单打席位会分配至欧洲区资格赛。 空出的欧洲运动会团体席位会按名次递补。 |
| 2019年泛美運動會 · 2019年7月26日至8月11日 · 秘魯利馬                     | 单打冠军                     | 0個男子參賽名額 1個女子參賽名額   | — | 不適用                                                                               | 波多黎各 | 不適用                                                                                      | 只有获得冠军的选手方可为所属国家/地区奥委会争取席位。 如果北美洲选手获得冠军且未放弃席位，北美洲区单打及混合双打资格将不设立对应性别单打项目。 空出的泛美运动会席位会分配至冠军选手所属大洲的单打及混合双打资格赛。                                                                           |
| 2019年非洲運動會 · 2019年8月19日至31日 · 摩洛哥卡薩布蘭卡、拉巴特        | 团体冠军                     | 3個男子參賽名額 3個女子參賽名額   | 埃及（2） | 埃及                                                                                 | 埃及（2） | 埃及                                                                                        | 空出的席位会依据排名递补。 |
| 2019年亚洲乒乓球锦标赛 · 2019年9月15日至22日 · 印度尼西亞日惹            | 团体冠军                     | 3個男子參賽名額 3個女子參賽名額   | 中国（2） | 中国                                                                                 | 中国（2） | 中国                                                                                        | 如果日本获得对应性别的团体冠军，则该性别团体亚军递补获得席位。 空出的席位会依据排名递补。 |
| 北美洲团体资格赛 · 2019年10月5日 · 美国罗克福德                          | 团体冠军                     | 3個男子參賽名額 3個女子參賽名額   | 美国（2） | 美国                                                                                 | 美国（2） | 美国                                                                                        | 空出的席位会依据排名递补。 |
| 拉丁美洲团体资格赛 · 2019年10月25日至27日 · 秘魯利馬                     | 团体冠军                     | 3個男子參賽名額 3個女子參賽名額   | 巴西（2） | 巴西                                                                                 | 巴西（2） | 巴西                                                                                        | 空出的席位会依据排名递补。 |
| 大洋洲团体资格赛 · 2019年12月6日至8日 · 莫宁顿                           | 团体冠军                     | 3個男子參賽名額 3個女子參賽名額   | （2） |                                                                                      | （2） |                                                                                             | 空出的席位会依据排名递补。 |
| 世界团体资格赛 · 2020年1月22日至26日 · 葡萄牙贡多马尔                    | 前9名                        | 27個男子參賽名額 27個女子參賽名額 | 克罗地亚（2） · 法国（2） · 葡萄牙（2） · 塞尔维亚（2） · 斯洛文尼亚（2） · 韩国（2） · 瑞典（2） · 中华台北（2） · 中国香港（2） | 克罗地亚 · 法国 · 葡萄牙 · 塞尔维亚 · 斯洛文尼亚 · 韩国 · 瑞典 · 中华台北 · 中国香港 | 奥地利（2） · 中国香港（2） · 匈牙利（2） · 朝鲜（2）[a] · 波兰（2） · 罗马尼亚（2） · 新加坡（2） · 中华台北（2） · 韩国（2） · 法国（2）[a] | 奥地利 · 中国香港 · 匈牙利 · 朝鲜[a] · 波兰 · 罗马尼亚 · 新加坡 · 中华台北 · 韩国 · 法国[a] | 空出的席位会依据排名递补。 |
| 西亚区单打资格赛 · 2020年2月23日至26日 · 约旦安曼                        | 首名                         | 1個男子參賽名額 1個女子參賽名額   | 沙特阿拉伯 | 不適用                                                                               | 叙利亚 | 不適用                                                                                      | 空出的席位会依据排名递补。 |
| 非洲区单打及混合双打资格赛 · 2020年2月27日至29日 · 突尼西亞突尼斯城      | 单打前4名                    | 4個男子參賽名額 4個女子參賽名額   | 塞内加尔 · 突尼斯 · 尼日利亚 · 阿尔及利亚                                                                                         | 不適用                                                                               | 尼日利亚 · 突尼斯 · 尼日利亚 · 喀麦隆 | 不適用                                                                                      | 空出的席位会依据排名递补。 |
| 北美洲区单打及混合双打资格赛 · 2020年3月7日至8日 · 加拿大基秦拿          | 单打首名                     | 1個男子參賽名額 1個女子參賽名額   | 加拿大 | 不適用                                                                               | 加拿大 | 不適用                                                                                      | 该资格赛提供的单打席位数量取决于2019年泛美运动会对应单打小项冠军所属大洲。 空出的席位会依据排名递补。 |
| 世界单打资格赛[b] · 2021年3月14日至17日 · 多哈                           | 男子单打前4名 女子单打前5名  | 4個男子參賽名額 5個女子參賽名額   | 捷克 · 匈牙利 · 斯洛伐克 · 俄罗斯奥林匹克委员会                                                                                   | 不適用                                                                               | 荷兰 · 瑞典 · 俄罗斯奥林匹克委员会 · 摩纳哥 · 泰国                                                                                            | 不適用                                                                                      | 空出的席位会依据排名递补。 |
| 亚洲区单打及混合双打资格赛[b] · 2021年3月18日至20日 · 多哈               | 中亚区首名                   | 1個男子參賽名額 1個女子參賽名額   | 伊朗 | 不適用                                                                               | | 不適用                                                                                      | 亚洲区单打资格赛分为中亚区、东亚区、南亚区和东南亚区四个区域（西亚区举办单独的资格赛），各区域各有一个男子单打和一个女子单打席位。 参赛选手将和同一区域的选手竞争所属区域唯一的席位。 各区域第一替补选手当中奥运排名最高者将会获得亚洲区单打资格赛剩余的一个席位。 空出的席位会依据排名递补。 |
| 亚洲区单打及混合双打资格赛[b] · 2021年3月18日至20日 · 多哈               | 东亚区首名                   | 1個男子參賽名額 1個女子參賽名額   | 蒙古 | 不適用                                                                               | 蒙古 | 不適用                                                                                      | 亚洲区单打资格赛分为中亚区、东亚区、南亚区和东南亚区四个区域（西亚区举办单独的资格赛），各区域各有一个男子单打和一个女子单打席位。 参赛选手将和同一区域的选手竞争所属区域唯一的席位。 各区域第一替补选手当中奥运排名最高者将会获得亚洲区单打资格赛剩余的一个席位。 空出的席位会依据排名递补。 |
| 亚洲区单打及混合双打资格赛[b] · 2021年3月18日至20日 · 多哈               | 南亚区首名                   | 1個男子參賽名額 1個女子參賽名額   | 印度 | 不適用                                                                               | 印度 | 不適用                                                                                      | 亚洲区单打资格赛分为中亚区、东亚区、南亚区和东南亚区四个区域（西亚区举办单独的资格赛），各区域各有一个男子单打和一个女子单打席位。 参赛选手将和同一区域的选手竞争所属区域唯一的席位。 各区域第一替补选手当中奥运排名最高者将会获得亚洲区单打资格赛剩余的一个席位。 空出的席位会依据排名递补。 |
| 亚洲区单打及混合双打资格赛[b] · 2021年3月18日至20日 · 多哈               | 东南亚区首名                 | 1個男子參賽名額 1個女子參賽名額   | 新加坡 | 不適用                                                                               | 泰国 | 不適用                                                                                      | 亚洲区单打资格赛分为中亚区、东亚区、南亚区和东南亚区四个区域（西亚区举办单独的资格赛），各区域各有一个男子单打和一个女子单打席位。 参赛选手将和同一区域的选手竞争所属区域唯一的席位。 各区域第一替补选手当中奥运排名最高者将会获得亚洲区单打资格赛剩余的一个席位。 空出的席位会依据排名递补。 |
| 亚洲区单打及混合双打资格赛[b] · 2021年3月18日至20日 · 多哈               | 各区第一替补中奥运排名最高者 | 1個男子參賽名額 1個女子參賽名額   | 印度 | 不適用                                                                               | 印度 | 不適用                                                                                      | 亚洲区单打资格赛分为中亚区、东亚区、南亚区和东南亚区四个区域（西亚区举办单独的资格赛），各区域各有一个男子单打和一个女子单打席位。 参赛选手将和同一区域的选手竞争所属区域唯一的席位。 各区域第一替补选手当中奥运排名最高者将会获得亚洲区单打资格赛剩余的一个席位。 空出的席位会依据排名递补。 |
| 拉丁美洲区单打及混合双打资格赛[b] · 2021年4月13日至17日 · 阿根廷罗萨里奥 | 男子单打前4名 女子单打前3名  | 4個男子參賽名額 3個女子參賽名額   | 波多黎各 · 阿根廷 · 厄瓜多尔 · 阿根廷                                                                                             | 不適用                                                                               | 智利 · 波多黎各 · 古巴 | 不適用                                                                                      | 该资格赛提供的单打席位数量取决于2019年泛美运动会对应单打小项冠军所属大洲。 空出的席位会依据排名递补。 |
| 欧洲区单打资格赛[b] · 2021年4月21日至25日 · 葡萄牙奧迪韋拉什             | 男子单打前5名 女子单打前4名  | 5個男子參賽名額 4個女子參賽名額   | 乌克兰 · 西班牙 · 希腊 · 罗马尼亚 · 捷克                                                                                          | 不適用                                                                               | 法国[a] · 法国[a] · 俄罗斯奥林匹克委员会 · 西班牙 · 保加利亚[a] · 瑞典[a]                                                                     | 不適用                                                                                      | 空出的席位会依据排名递补。 |
| 大洋洲区单打及混合双打资格赛[c] · 取消举办 · 布里斯班                    | 单打首名                     | 1個男子參賽名額 1個女子參賽名額   | 瓦努阿图 | 不適用                                                                               | 斐济 | 不適用                                                                                      | 空出的席位会依据排名递补。 |
| 奥运排名 2021年6月                                                       | 不適用                       | 6个男子参赛名额 10个女子参赛名额  | 英国 · 尼日利亚 · 奥地利 · 白俄罗斯 · 奥地利 · 英国                                                                               | 不適用                                                                               | 乌克兰 · 捷克 · 斯洛伐克 · 葡萄牙 · 乌克兰 · 意大利 · 卢森堡 · 西班牙 · 瑞士 · 英国                                                           | 不適用                                                                                      | 空出的席位会依据排名递补。 |
| 三方委员会邀请                                                           | 不適用                       | 1个男子参赛名额 1个女子参赛名额   | 多哥 | 不適用                                                                               | 圭亚那 | 不適用                                                                                      | 各国家/地区需要在2020年1月15日前提交提名名单。 空出的席位会依据奥运排名递补。 |
| 總數                                                                     |                              |                                   | 65 | 16队                                                                                 | 70 | 16队                                                                                        | |

### 混合双打
每个国家/地区奥委会最多只能拥有一个混合双打席位。
| 資格賽                                                                   | 出線資格 | 出線名額            | 混合双打                                               | 備註                                   |
| ------------------------------------------------------------------------ | -------- | ------------------- | ------------------------------------------------------ | -------------------------------------- |
| 主辦國 · 2013年9月7日 · 阿根廷布宜諾斯艾利斯                             | 不適用   | 1個混合雙打參賽名額 | 日本                                                   | 空出的主办国席位会重新分配至奥运排名。 |
| 2019年歐洲運動會 · 2019年6月21日至30日 · 白俄羅斯明斯克                  | 首名     | 1個混合雙打參賽名額 | 德国                                                   | 空出的席位会依据排名递补。             |
| 2019年国际乒联世界巡回赛总决赛 · 2019年12月12日至15日 · 中国郑州             | 前4名    | 3個混合雙打參賽名額 | 中国 · 中国香港 · 中华台北                             | 空出的席位会重新分配至奥运排名。       |
| 2020年德国乒乓球公开赛 · 2020年1月28日至2月2日 · 德国马格德堡            | 前2名    | 0個混合雙打參賽名額 | —                                                      | 空出的席位会重新分配至奥运排名。       |
| 非洲区单打及混合双打资格赛 · 2020年2月27日至29日 · 突尼西亞突尼斯城      | 首名     | 1個混合雙打參賽名額 | 埃及                                                   | 空出的席位会依据排名递补。             |
| 北美洲区单打及混合双打资格赛 · 2020年3月7日至8日 · 加拿大基秦拿          | 首名     | 1個混合雙打參賽名額 | 加拿大                                                 | 空出的席位会依据排名递补。             |
| 亚洲区单打及混合双打资格赛[b] · 2021年3月18日至20日 · 多哈               | 首名     | 1個混合雙打參賽名額 | 印度                                                   | 空出的席位会依据排名递补。             |
| 拉丁美洲区单打及混合双打资格赛[b] · 2021年4月13日至17日 · 阿根廷罗萨里奥 | 首名     | 1個混合雙打參賽名額 | 古巴                                                   | 空出的席位会依据排名递补。             |
| 大洋洲区单打及混合双打资格赛[c] · 取消举办 · 布里斯班                    | 首名     | 1個混合雙打參賽名額 |                                                        | 空出的席位会依据排名递补。             |
| 世界巡回赛[d] 取消举办                                                   | 首名     | 0個混合雙打參賽名額 | —                                                      | 空出的席位会重新分配至奥运排名。       |
| 奥运排名                                                                 | 不適用   | 6個混合雙打參賽名額 | 韩国 · 斯洛伐克 · 奥地利 · 法国 · 罗马尼亚 · 匈牙利[d] | 空出的席位会依据排名递补。             |
| 總數                                                                     |          |                     | 16队                                                   |                                        |

- a  通过世界团体资格赛获得女子团体资格的朝鲜队于2021年4月宣布不参加该届奥运，国际乒乓球联合会决定将空出的一个女子团体席位重新分配给法国[10]，法国先前通过欧洲区单打资格赛获得的两个女子个人席位亦重新分配给保加利亚和瑞典[11]。
- b  受2019冠状病毒病疫情影响，国际乒乓球联合会决定推迟所有2020年3月中旬至2020年6月30日间举办的所有奥运资格赛。[12]
- c  大洋洲单打及混合双打资格赛因2019冠状病毒病疫情取消，国际乒乓球联合会决定根据奥运排名分配大洋洲区单打及混合双打席位。新西兰原本获得男子单打席位，后来该国放弃该席位，空出的席位由瓦努阿图递补。
- d  世界巡回赛未能举办。国际乒乓球联合会决定根据混合双打奥运排名分配该席位。

## 赛程
以下是乒乓球项目的具体赛程安排：
| P | 预赛、第1轮、第2轮、第3轮 | ¼ |  | ½ | 半决赛 | F | 决赛 |

| 日期→项目↓ | 2021年7月   | 2021年7月   | 2021年7月   | 2021年7月   | 2021年7月   | 2021年7月   | 2021年7月   | 2021年7月   | 2021年7月   | 2021年7月   | 2021年8月  | 2021年8月  | 2021年8月  | 2021年8月  | 2021年8月  | 2021年8月  | 2021年8月  | 2021年8月  | 2021年8月  |
| 日期→项目↓ | 24日 （六） | 25日 （日） | 25日 （日） | 26日 （一） | 27日 （二） | 28日 （三） | 29日 （四） | 29日 （四） | 30日 （五） | 31日 （六） | 1日 （日） | 2日 （一） | 2日 （一） | 3日 （二） | 3日 （二） | 4日 （三） | 4日 （三） | 5日 （四） | 6日 （五） |
| ---------- | ----------- | ----------- | ----------- | ----------- | ----------- | ----------- | ----------- | ----------- | ----------- | ----------- | ---------- | ---------- | ---------- | ---------- | ---------- | ---------- | ---------- | ---------- | ---------- |
| 男子单打   | P           | P           | P           | P           | P           | ¼           | ½           | ½           | F           |             |            |            |            |            |            |            |            |            |            |
| 男子团体   |             |             |             |             |             |             |             |             |             |             | P          | P          | ¼          | ¼          |            | ½          | ½          |            | F          |
| 女子单打   | P           | P           | P           | P           | P           | ¼           | ½           | F           |             |             |            |            |            |            |            |            |            |            |            |
| 女子团体   |             |             |             |             |             |             |             |             |             |             | P          | P          | ¼          | ¼          | ½          | ½          |            | F          |            |
| 混合双打   | P           | ¼           | ½           | F           |             |             |             |             |             |             |            |            |            |            |            |            |            |            |            |

## 參賽代表團
此次比赛共计划分配172个参赛名额，最终共有包括85名男运动员和88名女运动员在内的共计173名运动员在比赛期间有上场参赛。捷克队有一名男选手因2019冠状病毒病检测呈阳性而被迫退赛。中国队和匈牙利队则各有一名女选手在参加完其他小项后因伤被迫放弃团体赛，两队均选派了各自的替补选手上场参加女子团体赛。以下是参加乒乓球项目的代表团名单：
- 阿尔及利亚（1）
- 阿根廷（2）
- （6）
- 奥地利（6）
- 巴西（6）
- 保加利亚（1）
- 加拿大（3）
- 智利（1）
- 中国（6+1）
- 喀麦隆（1）
- 克罗地亚（3）
- 古巴（2）
- 捷克（3-1）
- 丹麦（1）
- 厄瓜多尔（1）
- 埃及（6）
- 斐济（1）
- 法国（6）
- 英国（3）
- 德国（6）
- 希腊（1）
- 圭亚那（1）
- 中国香港（6）
- 匈牙利（5+1）
- 印度（4）
- 伊朗（1）
- 意大利（1）
- 日本（6）
- （2）
- 卢森堡（2）
- 蒙古（2）
- 摩纳哥（1）
- 荷兰（1）
- 尼日利亚（4）
- 波兰（3）
- 葡萄牙（5）
- 波多黎各（3）
- 俄罗斯奥林匹克委员会（3）
- 罗马尼亚（4）
- 沙特阿拉伯（1）
- 塞内加尔（1）
- 塞尔维亚（3）
- 新加坡（4）
- 斯洛伐克（3）
- 斯洛文尼亚（3）
- 韩国（6）
- 西班牙（3）
- 瑞典（5）
- 瑞士（1）
- 叙利亚（1）
- 中华台北（6）
- 泰国（2）
- 多哥（1）
- 突尼斯（2）
- 乌克兰（3）
- 美国（6）
- 瓦努阿图（1）

## 獎牌榜
*   主办国家/地区（日本）
| 排名                     | 国家 / 地区              | 金牌 | 銀牌 | 銅牌 | 总计 |
| ------------------------ | ------------------------ | ---- | ---- | ---- | ---- |
| 1                        | 中国（CHN）              | 4    | 3    | 0    | 7    |
| 2                        | 日本（JPN）*             | 1    | 1    | 2    | 4    |
| 3                        | 德国（GER）              | 0    | 1    | 1    | 2    |
| 4                        | 中国香港（HKG）          | 0    | 0    | 1    | 1    |
| 4                        | 中华台北（TPE）          | 0    | 0    | 1    | 1    |
| 总计（共5个国家 / 地区） | 总计（共5个国家 / 地区） | 5    | 5    | 5    | 15   |

## 獎牌得主
| 項目              | 金牌                                 | 银牌                                                          | 铜牌                                       |
| 男子單打 （詳細） | 马龙 · 中国（CHN）                   | 樊振东 · 中国（CHN）                                          | 迪米特里·奥恰洛夫 · 德国（GER）            |
| 男子團體 （詳細） | 中国（CHN） · 樊振东 · 马龙 · 许昕   | 德国（GER） · 迪米特里·奥恰洛夫 · 派翠克·法蘭茲卡 · 蒂莫·波尔 | 日本（JPN） · 水谷隼 · 丹羽孝希 · 張本智和 |
| 女子單打 （詳細） | 陈梦 · 中国（CHN）                   | 孫穎莎 · 中国（CHN）                                          | 伊藤美誠 · 日本（JPN）                     |
| 女子團體 （詳細） | 中国（CHN） · 陈梦 · 孫穎莎 · 王曼昱 | 日本（JPN） · 伊藤美誠 · 石川佳純 · 平野美宇                  | 中国香港（HKG） · 杜凱琹 · 李皓晴 · 蘇慧音 |
| 混合雙打 （詳細） | 日本（JPN） · 水谷隼 · 伊藤美誠      | 中国（CHN） · 许昕 · 劉詩雯                                   | 中华台北（TPE） · 林昀儒 · 鄭怡靜          |

## 外部連結
- (PDF). （原始内容 (PDF)存档于2021-10-09）.